# Wolfgang Franz (Mathematiker)
Wolfgang Franz (* 4. Oktober 1905 in Magdeburg; † 26. April 1996 in Frankfurt) war ein deutscher Mathematiker.

## Leben
Wolfgang Franz war der Sohn eines Oberstudiendirektors und studierte nach dem Abitur in Kiel Mathematik, Physik und Philosophie an der Universität Kiel (mit Auswärtssemestern in Berlin, Wien, Halle). 1930 legte er die Lehramtsprüfung in Kiel ab. Er wurde 1930 über den Hilbertschen Irreduzibilitätssatz in Halle promoviert, sein Doktorvater war Helmut Hasse (nachdem er zuvor mit einem anderen Thema bei Ernst Steinitz eine Dissertation begonnen hatte, der aber verstarb). Zusammen mit ihm ging Franz nach Marburg, war dort 1930 bis 1934 Assistent von Hasse und blieb auch dort, als Hasse 1934 einen Ruf nach Göttingen erhielt. Bei Hasse befasste er sich mit algebraischer Zahlentheorie und erstellte ein Skript von Hasses Vorlesung über Klassenkörpertheorie. 1934 trat er der SA bei, um seine Karrierechancen zu erhöhen. Franz habilitierte 1936 unter Kurt Reidemeister in Marburg auf dem Gebiet der algebraischen Topologie. 1937 wechselte Franz als Assistent an die Universität Gießen, wo er ab 1939 als Dozent lehrte.
1940 wollte Franz als Diätendozent nach Frankfurt wechseln, er wurde aber im Sommer 1940 zum Oberkommando der Wehrmacht abkommandiert und konnte so die Stelle nicht antreten. Trotzdem wurde er, auf Antrag der Naturwissenschaftlichen Fakultät, 1943 zum außerplanmäßigen Professor ernannt.
Im Antrag der Fakultät heißt es:

„Seine Arbeiten werden als ein Muster von Klarheit, Beherrschung im Ausdruck und der Materie gekennzeichnet, er hat sich als ein Forscher von Rang gezeigt und ist in seiner Lehrbefähigung als gut bekannt. Als Lehrer wie als Forscher gibt er zu den besten Hoffnungen Anlass …“

Im Zweiten Weltkrieg war er in der Chiffrierabteilung des Oberkommandos der Wehrmacht tätig. Ab März 1941 wohnte er deshalb in Berlin-Zehlendorf und war in Frankfurt von Lehrverpflichtungen entbunden. Franz löste zunächst erfolgreich mexikanische und griechische Codes und dann die M 138 A Strip Cipher des US-Außenministeriums (von den Deutschen Am 10 genannt). Dabei wurde eine Turmuhr genannte elektronische Maschine eingesetzt. Er erlebte das Kriegsende in Helmstedt und kehrte 1945 nach Frankfurt zurück, zum Sommersemester 1946 nahm er seine Lehrtätigkeit an der Universität, unmittelbar nach deren Wiedereröffnung, auf. 
1949 erhielt er den Lehrstuhl für Mathematik (als Nachfolger von William Threlfall). Er war 1950–1951 sowie 1963–1964 Dekan der Naturwissenschaftlichen Fakultät, von 1964 bis 1965 Rektor und von 1965 bis 1967 Prorektor. Von 1971 bis 1973 war Franz Dekan des neu gegründeten Fachbereichs Mathematik. Er betreute in dieser Zeit etwa zwanzig Doktorarbeiten und zahlreiche Habilitationen, so auch die von Wolfgang Haken. Franz emeritierte im Jahr 1974, blieb aber in der Lehre und als Vertrauensdozent der Studienstiftung aktiv.

## Werk
Seine Forschung galt der Topologie. Bedeutende Beiträge brachte er u. a. zur Theorie der Linsenräume und zur Reidemeister-Torsion (die manchmal auch zusätzlich nach Franz und Georges de Rham benannt wird). Von ihm stammt ein Lehrbuch der Topologie. In seiner Habilitation bei Reidemeister von 1934 (Über die Torsion einer Überdeckung) klassifizierte er höherdimensionale Linsenräume (mehr als drei Dimensionen) unter Verwendung der Reidemeister-Torsion und zahlentheoretischer Ergebnisse. In den 1940er Jahren bestimmte er die Fixpunktklassen von Abbildungen von Linsenräumen.

## Ehrungen, Mitgliedschaften, Privates
1967 war er Präsident der Deutschen Mathematiker-Vereinigung.
1961 wurde er Mitglied der Wissenschaftlichen Gesellschaft an der Universität Frankfurt. An der Johann Wolfgang Goethe-Universität in Frankfurt wurde am 8. Juli 2005 ein Festkolloquium zu Ehren des hundertsten Geburtstages von Franz gehalten.
Franz war ein sehr guter Pianist.

## Werke
- Topologie 1, Allgemeine Topologie, De Gruyter, Sammlung Göschen, 1960, 4. Auflage 1973, doi:10.1515/9783111369440
  - Englische Ausgabe: General Topology, New York: Ungar 1965
- Topologie 2, Algebraische Topologie, De Gruyter, Sammlung Göschen, 1965, 2. Auflage 1974, doi:10.1515/9783110842906
  - Englische Ausgabe: Algebraic Topology, New York: Ungar 1968
- Überdeckungen topologischer Komplexe mit hyperkomplexen Systemen, J. Reine Angew. Math., Band 173, 1935, S. 174–184, Digitalisat
- Über die Torsion einer Überdeckung, J. Reine Angew. Math., Band 173, 1935, S. 245–254, Digitalisat
- Torsionsideale, Torsionsklassen und Torsion, J. Reine Angew. Math., Band 176, 1936, S. 113–124[2], Digitalisat
- Über die Torsion von Mannigfaltigkeiten, Jahresbericht DMV, Band 46, 1936, S. 171, Digitalisat
- Abbildungsklassen und Fixpunktklassen dreidimensionaler Linsenräume, J. Reine Angew. Math., Band 185, 1943, S. 65–77, Digitalisat
- Euklid aus der Sicht der mathematischen und naturwissenschaftlichen Welt der Gegenwart, Frankfurter Universitätsreden, Heft 38, 1965
- Kryptologie: Konstruktion und Entzifferung von Geheimschriften, Sitzungsberichte der Wissenschaftlichen Gesellschaft an der Johann-Wolfgang-Goethe-Universität Frankfurt am Main; Bd. 24, Nr. 5, 1989
- Dreidimensionale und mehrdimensionale Geometrie: die regulären Polytope, Sitzungsberichte der Wissenschaftlichen Gesellschaft an der Johann-Wolfgang-Goethe-Universität Frankfurt am Main; Bd. 9, Nr. 3, 1971, S. 67–104
- Über mathematische Aussagen, die samt ihrer Negation nachweislich unbeweisbar sind. Der Unvollständigkeitssatz von Gödel, Sitzungsberichte der Wissenschaftlichen Gesellschaft an der Johann-Wolfgang-Goethe-Universität Frankfurt am Main; Bd. 14, Nr. 1, Franz Steiner Verlag, Wiesbaden, 1977, ISBN 3-515-02612-6.
- Torsion und symmetrische Räume, Festschrift der Wissenschaftlichen Gesellschaft an der Johann-Wolfgang-Goethe-Universität Frankfurt am Main, 1981, S. 125–131